# Daily News Building
Le Daily News Building est un gratte-ciel de bureaux de 145 mètres de hauteur construit à New York de 1929 à 1930 dans un style Art déco pour abriter le siège du journal Daily News. Il a été classé monument historique en 1989.
Les architectes sont Raymond Hood et John Mead Howells.